# Dryade (Louis Aubert)
Pour les articles homonymes, voir Dryade (homonymie).
Dryade est un poème symphonique pour orchestre composé par Louis Aubert en 1924.

## Composition
Louis Aubert compose Dryade en 1924, initialement pour accompagner un film de Ralph Murphy. 

## Présentation
L'œuvre est en un seul mouvement, « tableau symphonique » dont l'argument est donné en tête de la partition. Il y est question « d'une contrée maritime sauvage, où un dieu malfaisant métamorphosa les faunes en arbres, qui gardèrent les dryades prisonnières. Mais un jeune pâtre tire de sa flûte « des accents si doux et si passionnés qu'un cèdre s'entrouvre, laissant échapper sa captive ». Poursuite amoureuse : mais la dryade disparaît, reprise par l'arbre enchanté. « Dominant la rumeur confuse des eaux et de la forêt, la voix de la Dryade surgit, impérieuse et fascinante ... » À cet appel, le berger se précipite du haut d'un promontoire « pour rejoindre dans l'éternité la nymphe qu'il aimait » ». 
L'instrumentation requiert :
| Instrumentation de Dryade                                            |
| Bois                                                                 |
| 2 flûtes, 1 hautbois, 1 cor anglais, 2 clarinettes en Si , 2 bassons |
| Cuivres                                                              |
| 4 cors chromatiques en Fa, 2 trompettes en Ut, 3 trombones           |
| Percussions                                                          |
| Harpe, 2 timbales, triangle, cymbales, grosse caisse                 |
| Cordes                                                               |
| Premiers violons, seconds violons, altos, violoncelles, contrebasses |

La partition est publiée par les éditions Durand en 1924.

## Analyse
Pour Michel Fleury, Dryade se situe « dans le voisinage de Daphnis ».
Au début de l'œuvre, « l'appel maléfique du dieu plane en accords ascendants (bois et cuivres) sur le frémissement des campagnes (trémolos des cordes graves) ». Puis vient le chant expressif du berger, au cor anglais, qui « prend bientôt son essor sur le murmure des cordes en trémolo (altos et violons). Cette mélodie révèle plus loin toute la passion qu'elle gardait en réserve, d'abord aux cordes accompagnées par le trémolo des bois et des cors, puis dans une section dont la progression chromatique et exaltée est rehaussée par un dessin sinueux de triples croches familier à l'auteur de la Habanera ».
Michel Fleury relève que « la suite du morceau épouse étroitement l'argument. Les gammes ascendantes (cordes) et les fusées d'accords (bois) se rapportant à la poursuite font un large usage du mode II. Le thème sinistre de la malédiction retentit une fois encore au début de la dernière partie, avant la montée vers les accords massifs qui accompagnent le berger vers son sacrifice. Et sur la campagne apaisée passe l'écho d'un chalumeau lointain... ».

## Postérité
En 2005, le Dictionnaire de la musique dirigé par Marc Vignal mentionne que Louis Aubert « pratiqua aussi la critique musicale et fut élu à l'Institut en 1956 » mais ne donne le titre d'aucune de ses œuvres…

## Discographie
- Louis Aubert, Offrande, Cinéma, Dryade, Feuille d'images, Le Tombeau de Chateaubriand par l'Orchestre philharmonique de Rhénanie-Palatinat, sous la direction de Leif Segerstam, Naxos Patrimoine 8.550887, Philharmonie hall de Ludwigshafen, les 9 mars et 6-7 décembre 1989 (premier enregistrement mondial).

### Ouvrages généraux
- René Dumesnil, La musique contemporaine en France, t. I, Paris, Armand Colin, 1930, 218 p., « Louis Aubert », p. 152-154.
- Michel Fleury, L'impressionnisme et la musique, Paris, Fayard, coll. « Les chemins de la musique », 1996, 503 p. (ISBN 2-213-03188-6).
- Marc Vignal, Dictionnaire de la musique, Paris, Larousse, 2005, 1078 p. (ISBN 2-03-511001-7, lire en ligne), « Louis Aubert », p. 39-40.

### Articles
- Vladimir Jankélévitch, Premières et Dernières Pages : Louis Aubert, Paris, Seuil, 1994 (1re éd. 1974), 318 p. (ISBN 2-02-019943-2 et 978-2-02-019943-8), p. 290-298.